# 존경각문고

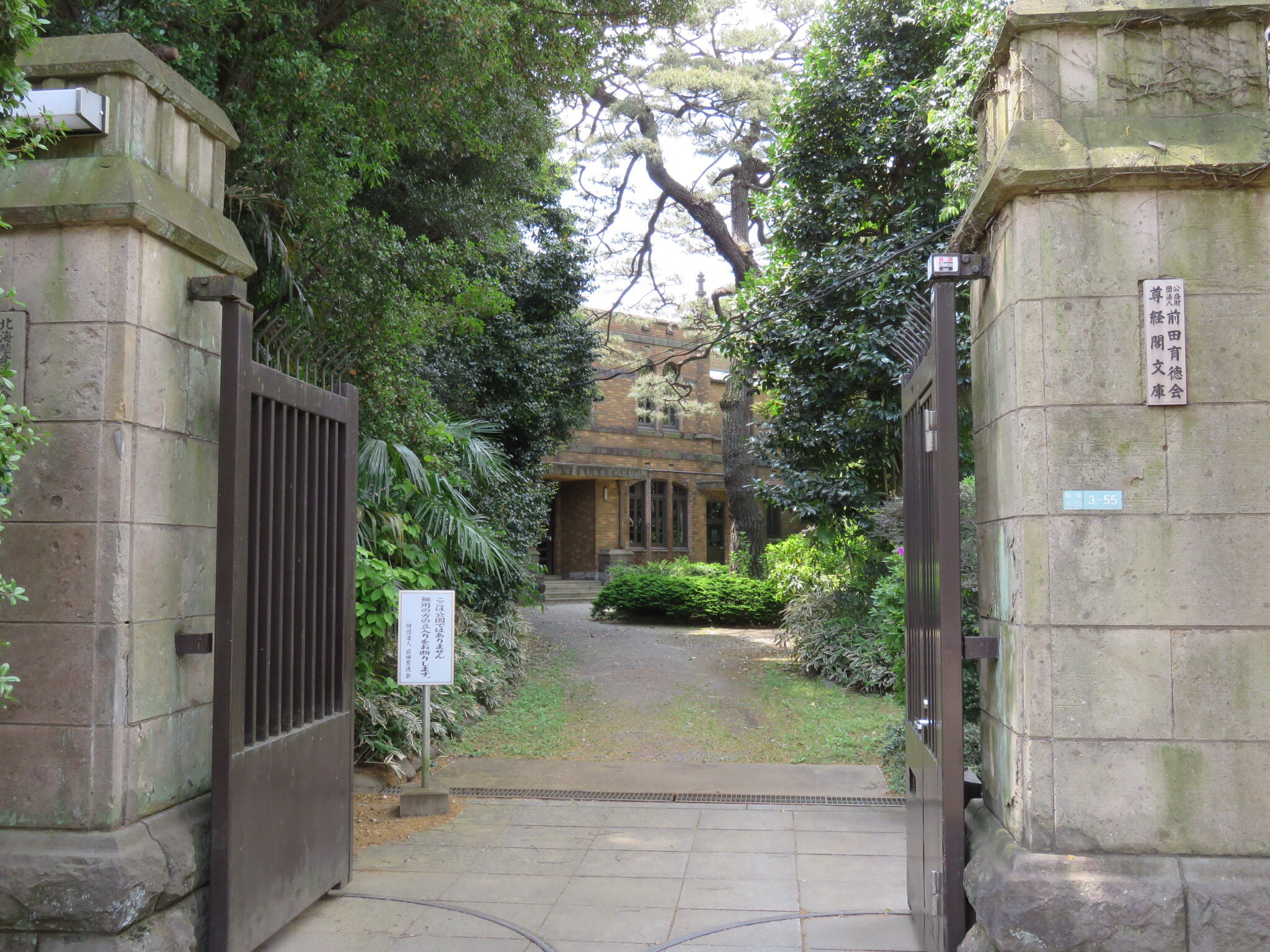
존경각문고(입구)
---- 일본의 국가 중요문화재이다.

존경각문고(尊経閣文庫)는, 일본 도쿄 도(東京都) 메구로 구(目黒区) 고마바(駒場)에 있는 옛 가가 번(加賀藩) 번주 마에다 가의 문고(文庫)이다.

## 개요
1928년(쇼와 3년) 4월, 가가 마에다 가 16대 당주 마에다 도시나리(前田利為)에 의해, 도쿄 · 고마바 저택(현 · 메구로 구 고마바 공원에 인접)에 설립되어, 수장서 가운데 핵심이라고도 할 수 제5대 쓰나노리(綱紀)의 장서명 '존경각장서'(尊経閣蔵書)를 따서 ‘존경각문고’라고 명명됐다. 현재 재단법인 마에다 육덕회(前田育徳会)가 유지 관리하고 있다. 
수장한 문물은, 크게 서적 ·문서류와 미술공예품으로 이루어져 있는데 그 가운데 일본의 지정문화재는, 국보 22건· 중요문화재 76건을 헤아리며, 일본의 도서관(고전 문고) 가운데에서는 질적으로 발군으로 평가된다. 그 가장하는 서적·문서류는, 대략 한적(중국 서적) 4,100부, 화서(일본 서적) 7,500부, 문서 2,500점을 헤아리고, 일정 조건 하에서 연구자(대학 교수 · 조수 외 학술 연구를 목적으로, 또 육덕회의 사전 허가를 받은 사람)에 대해서만 열람을 제공하고 있다.

## 참고 문헌
- 《존경각선본영인집성》(尊経閣善本影印集成, 야기서점, 전9집, 기간 65권, 1993년 - 간행중)

## 관련 항목
- 마에다 본
  - 마에다본 《겐지 이야기》
  - 마에다본 《마쿠라노소시》

## 같이 보기
- 가나자와 문고